# Gaurax gethosyne
Gaurax gethosyne är en tvåvingeart som beskrevs av Wheeler och Forrest 2003. Gaurax gethosyne ingår i släktet Gaurax och familjen fritflugor. Inga underarter finns listade i Catalogue of Life.